# Eos (divinità)
Eos (in greco antico: Ἠώς?, Ēṑs) o Eo è un personaggio della mitologia greca. È la dea greca dell'alba e corrisponde alla divinità romana Aurora e a quella etrusca Thesan.

## Genealogia
Figlia di Iperione e Tia, ebbe da Astreo i quattro venti (Zefiro, Borea, Austro e Apeliote), gli Astri (le stelle), Fosforo, Vespero e Astrea. 

Dai mortali Titone ebbe i figli Emazione e Memnone, da Cefalo ebbe Fetonte e da Clito ebbe Cerano.
Tra i suoi padri, Ovidio e Gaio Valerio Flacco aggiungono Pallante, mentre tra gli altri figli a lei attribuiti c'è un altro Titone.

## Mitologia
Al termine di ogni notte Eos giunge da est a bordo di una biga trainata da due cavalli (Faetonte e Lampo).
Omero la descrive mentre è intenta ad aprire le porte del paradiso affinché il sole sorga e con la veste color zafferano e ricamata o tessuta con fiori con le dita rosee e le braccia dorate ed è raffigurata nella ceramica greca come una bella donna, incoronata con una tiara o un diadema sul capo e con le grandi ali di uccello.

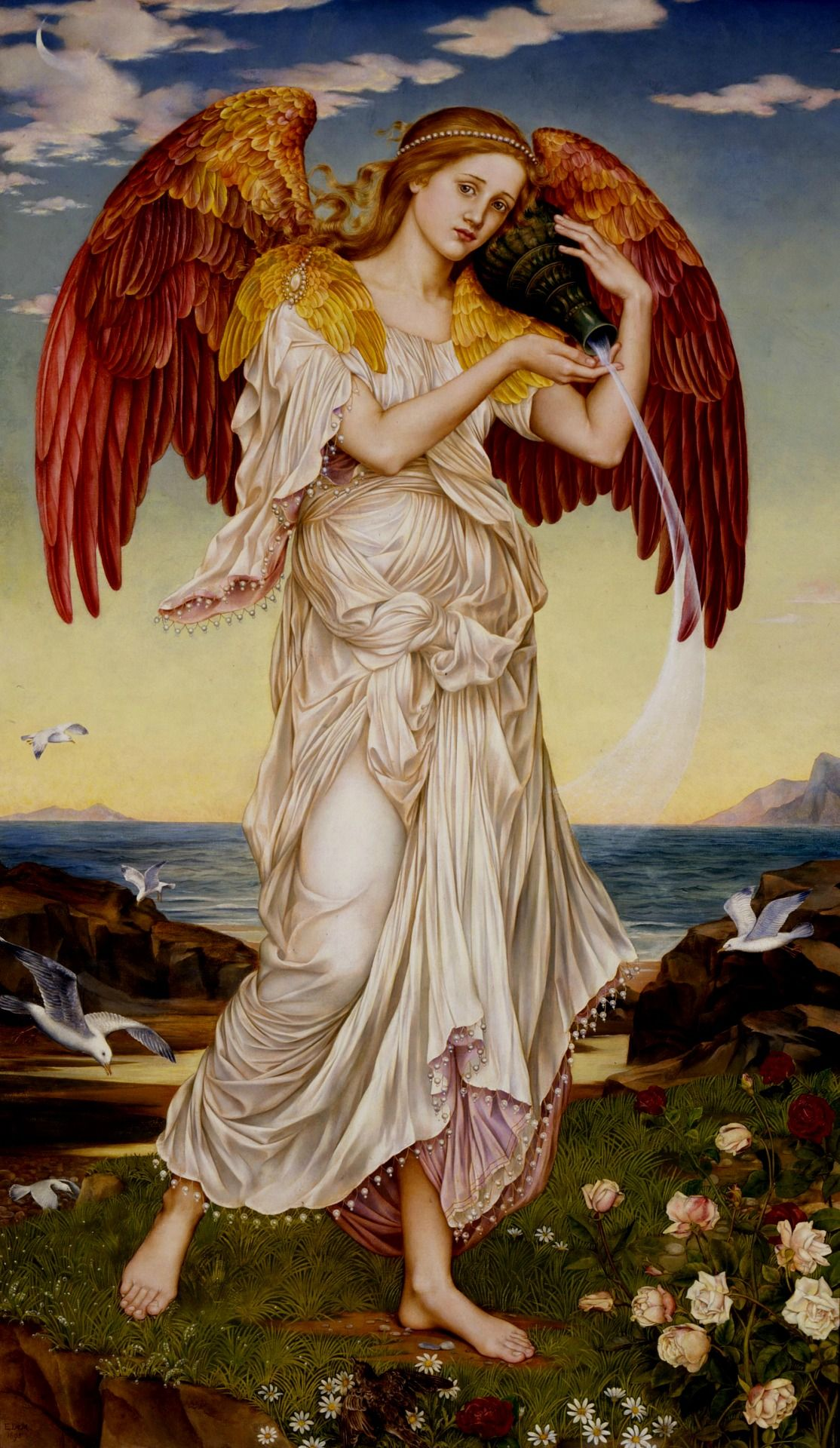
Eos di Evelyn De Morgan

Tra i suoi amanti divini ci fu Ares, il dio della guerra, con cui condivise più volte il suo letto.
Offesa per il tradimento, Afrodite punì la dea sua rivale, condannandola a innamorarsi continuamente di comuni mortali. In particolare Eos, durante una sua passeggiata presso la città di Troia, intravide Titone, un giovane di straordinaria bellezza e di sangue reale. Così un giorno lo rapì, lo condusse con sé in Aethiopia e dalla loro unione nacquero i figli Emazione e Memnone, che divennero poi due grandi condottieri . Emazione verrà ucciso da Eracle; mentre Memnone, il prediletto della dea, cadrà per mano di Achille nella guerra di Troia. Da quel giorno, ogni mattina Eos piange inconsolabilmente Memnone e le sue lacrime formano la rugiada.
Eos rapì anche Orione, che trasportò con sé a Delo, Cefalo, da lei portato in Siria) e Clito, asceso poi nella dimora degli dei.